# Taoshan (köpinghuvudort i Kina, Heilongjiang Sheng, lat 46,92, long 128,17)
Taoshan (kinesiska: 桃山, 桃山镇) är en köpinghuvudort i Kina. Den ligger i provinsen Heilongjiang, i den nordöstra delen av landet, omkring 180 kilometer nordost om provinshuvudstaden Harbin. Antalet invånare är 51 591. Befolkningen består av 25 687 kvinnor och 25 904 män. Barn under 15 år utgör 10,0 %, vuxna 15-64 år 79 %, och äldre över 65 år 9,0 %.
Runt Taoshan är det ganska tätbefolkat, med 54 invånare per kvadratkilometer. Närmaste större samhälle är Tieli, 11,1 km nordväst om Taoshan. Omgivningarna runt Taoshan är en mosaik av jordbruksmark och naturlig växtlighet.
Genomsnittlig årsnederbörd är 967 millimeter. Den regnigaste månaden är juli, med i genomsnitt 236 mm nederbörd, och den torraste är januari, med 8 mm nederbörd.